# Gastrochilus affinis
Gastrochilus affinis är en orkidéart som först beskrevs av George King och Robert Pantling, och fick sitt nu gällande namn av Rudolf Schlechter. Gastrochilus affinis ingår i släktet Gastrochilus och familjen orkidéer. Inga underarter finns listade i Catalogue of Life.